# Fivelstad
Fivelstad är kyrkbyn i Fivelstads socken i Motala kommun i Östergötlands län. 
Kyrkan heter Fivelstads kyrka, belägen i ganska välbevarad kyrkomiljö med prästgård, skola från 1883 och ett ålderdomshem från 1925. Av den medeltida kyrkan återstår endast tornet, nuvarande skeppet är från 1882.